# Янг, Клифф

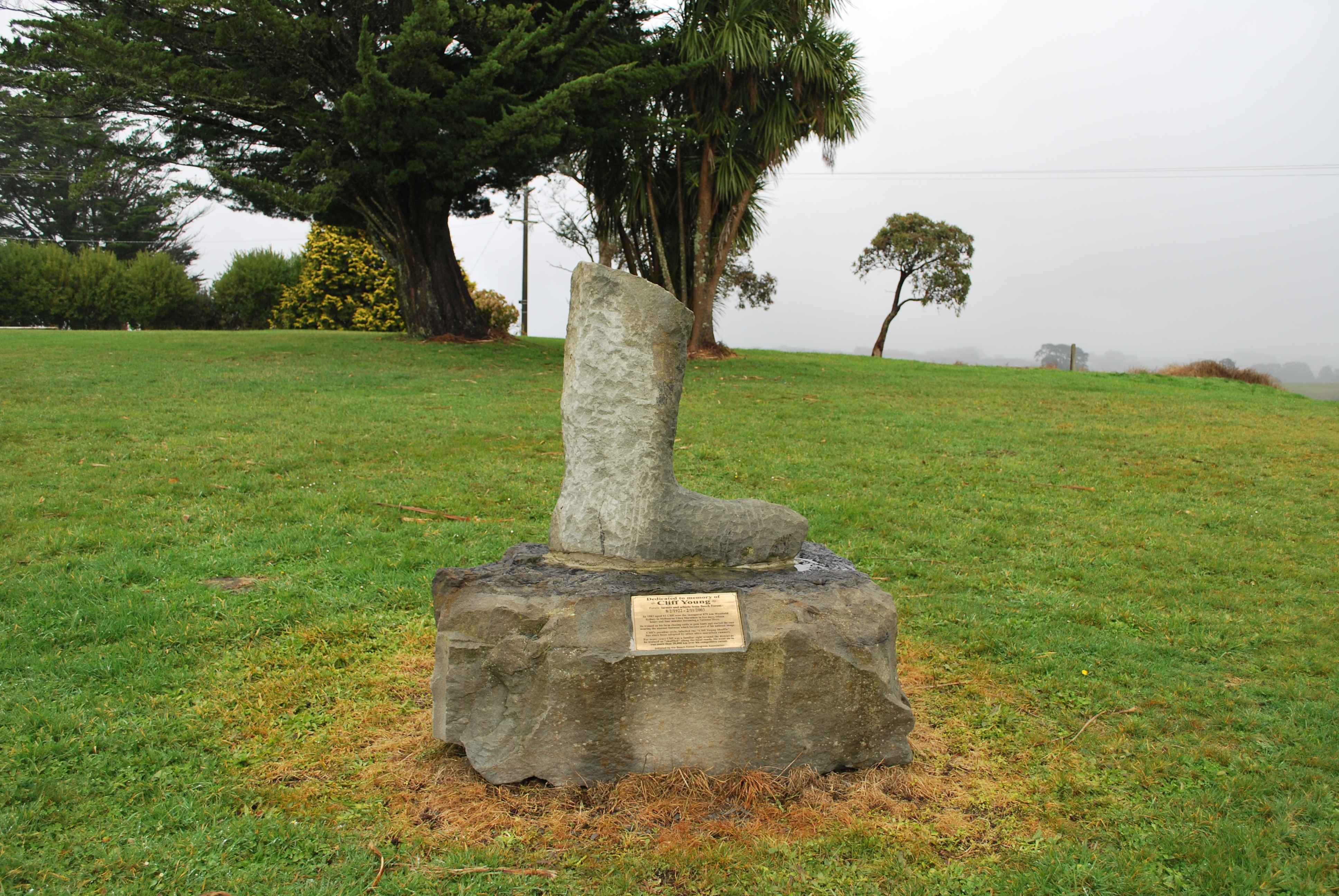
Мемориал Клиффа Янга в форме резинового сапога. Бич-Форест, Виктория

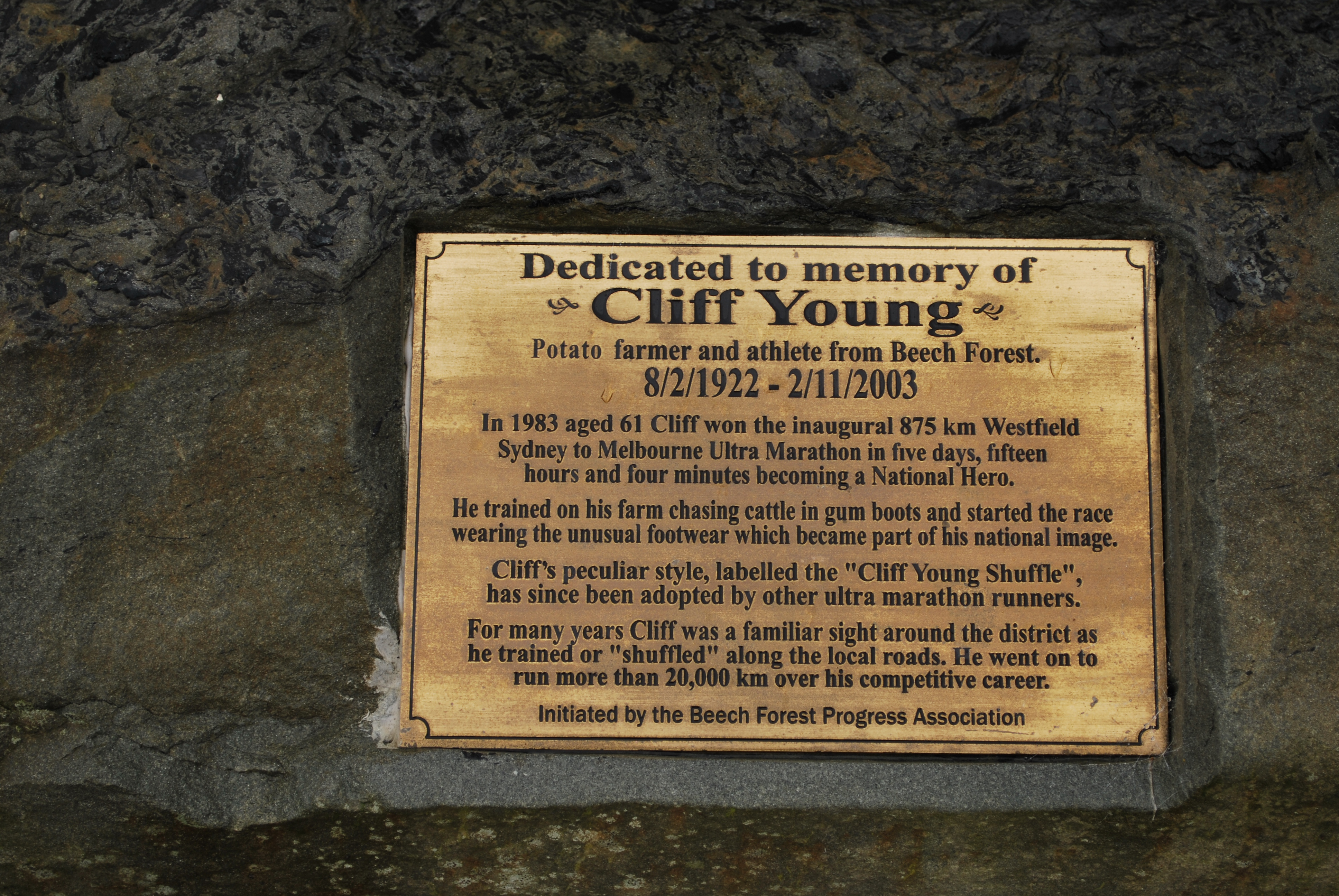
Табличка на мемориале Клиффа Янга

Альберт Эрнест Клиффорд «Клифф» Янг (англ. Albert Ernest Clifford "Cliff" Young, 8 февраля 1922, Бич-Форест — 2 ноября 2003, Бич-Форест) — австралийский фермер и сверхмарафонец из Бич-Форест. Получил известность после победы в сверхмарафоне Сидней — Мельбурн в возрасте 61 года.

## Биография
Клиффорд, старший сын Марии и Альберта Эрнеста Янгов, родился 8 февраля 1922 года. Детство провёл на семейной ферме, площадью 2000 акров (8,1 км²), в юго-западной части штата Виктория. Бегом он занялся в 57 лет.

### Сверхмарафон Сидней — Мельбурн
В 1983 году 61-летний фермер выиграл первый Уэстфилдский сверхмарафон (864 км). Готовясь к пробегу вместе с Джо Рекордом, в первую неделю они пробегали по 20 миль ежедневно, во вторую по 30 и в третью по 50. Старт и финиш сверхмарафона находились в крупнейших на тот момент торговых центрах Австралии — Westfield Parramatta в Сиднее и Westfield Doncaster в Мельбурне. Он бежал в медленном темпе и в начале дистанции отставал от лидеров соревнования. Но так как он не делал перерыв на шестичасовой сон каждые сутки, он постепенно догнал лидеров и в итоге выиграл с большим отрывом.

#### Интервью
Перед началом забега он сообщил прессе, что в прошлом ему временами приходилось работать непрерывно в течение двух-трёх дней подряд, сгоняя овец. Впоследствии он утверждал, что во время соревнования он представлял, что собирает овец, пытаясь успеть до начала бури.

#### Соревнования
Соревнование Клиффорд выиграл со временем 5 дней, 15 часов и 4 минуты, улучшив предыдущие достижения других соревнований, проходивших между Сиднеем и Мельбурном, почти на двое суток. Все шесть участников, которые закончили соревнование, побили предыдущий рекорд. На финиш приехала его мать Мэри Янг.
В 1984 году он был вторым, в 1985 и 1986 годах не финишировал, а в 1987-м был 14-м.
Клифф Янг учредил приз для лучшего австралийского участника пробега.
| Дата          | Дистанция | Результат            | Место |
| ------------- | --------- | -------------------- | ----- |
| 27.4—5.5.1983 | 864 км    | 5⋮15:04.00           | I     |
| 27.4—3.5.1984 | 875 км    | 7⋮11:25.00           | 2     |
| 12—27.4.1985  | 960 км    | DNF                  | —     |
| 17—25.3.1986  | 1016 км   | DNF (121 км — 14:00) | —     |
| 26.3—5.4.1987 | 1060 км   | 9⋮13:17.00           | 14    |

### Последние старты
3—4 февраля 1990 года Янг участвовал в первом международном 24-часовом чемпионате в Милтон-Кинс (Англия). 18—24 ноября 1990 года в Кемпбеллтауне (Австралия), когда Сандра Барвик (Новая Зеландия) установила непобитый до 2014 года мировой рекорд в 6-суточном беге 883,631 км, он пробежал 648 км.

### После спорта
Клифф Янг считал себя вегетарианцем с 1973 года до своей смерти. Но в соответствии с нормами вегетарианства начала 1980-х, Клифф Янг употреблял в пищу молоко, сыры и яйца, о чём он сообщил в своём интервью. Он жил со своей матерью и братом Сидом. После победы в сверхмарафоне 62-летний Клифф женился на 23-летней Мэри Хоуэлл. Свадьбу оплачивала всё та же сеть магазинов, спонсировавшая марафон. Они развелись через пять лет.
После пяти лет болезни он умер от рака в 17:21 2 ноября 2003 года в возрасте 81 года.

## Память
- 6-дневный пробег[англ.] в австралийском Колаке[англ.]| в 2004—2005 годах[a] носил имя Клиффа Янга.
- В 2010 году актриса Ханна Гэдсби назвала в его честь шоу «The Cliff Young Shuffle» на комедийном фестивале в Сиднее.

## Комментарии
1. ↑  Больше не проводится. В 2008 году австралийский бегун Ли Труп[англ.] предпринял попытку возродить забег.